# Harold Walker (baron Walker de Doncaster)
Harold Walker] (12 juillet 1927 - 11 novembre 2003) est un homme politique travailliste anglais.

## Biographie
Né à Audenshaw, Walker fait ses études au Manchester College of Technology et devient un fabricant d'outils. Il sert dans la flotte aérienne de la Royal Navy.
Walker est élu député de Doncaster (après 1983 Doncaster Central) aux élections générales de 1964. Il est whip subalterne puis ministre de l'Emploi dans le premier gouvernement Harold Wilson, et continue à être porte-parole sur l'emploi dans l'opposition entre 1970 et 1974, retournant au ministère en 1974. Il est ministre d'État auprès du Secrétaire d'État à l'Emploi de 1976 à 1979 et conseiller privé en 1979. Lorsque le parti travailliste perd les élections en 1979, Walker devient le porte-parole de l'opposition pour l'emploi et la formation.
Walker quitte le sujet de l'emploi en 1983 après les élections générales de cette année-là et devient président de Ways and Means et vice-président de Bernard Weatherill. Cependant, il n'est pas devenu président lorsque Weatherill prend sa retraite en 1992, la place revenant à Betty Boothroyd. Il est fait chevalier en 1992 et retourne à l'arrière-ban.
Walker prend sa retraite en 1997 et est créé pair à vie en tant que baron Walker de Doncaster, d'Audenshaw dans le comté du Grand Manchester le 26 septembre 1997. En 1998, il devient lieutenant adjoint du Yorkshire du Sud et citoyen d'honneur de Doncaster.
Walker est décédé en 2003, à l'âge de 76 ans.